# Lesser Knoller
Lesser Knoller (geboren 30. Dezember 1860 in Brätz bei Posen; gestorben 16. Oktober 1931 in Hannover) war ein deutscher Seminardirektor, Religionslehrer, Rabbiner und Sachbuchautor.

## Leben

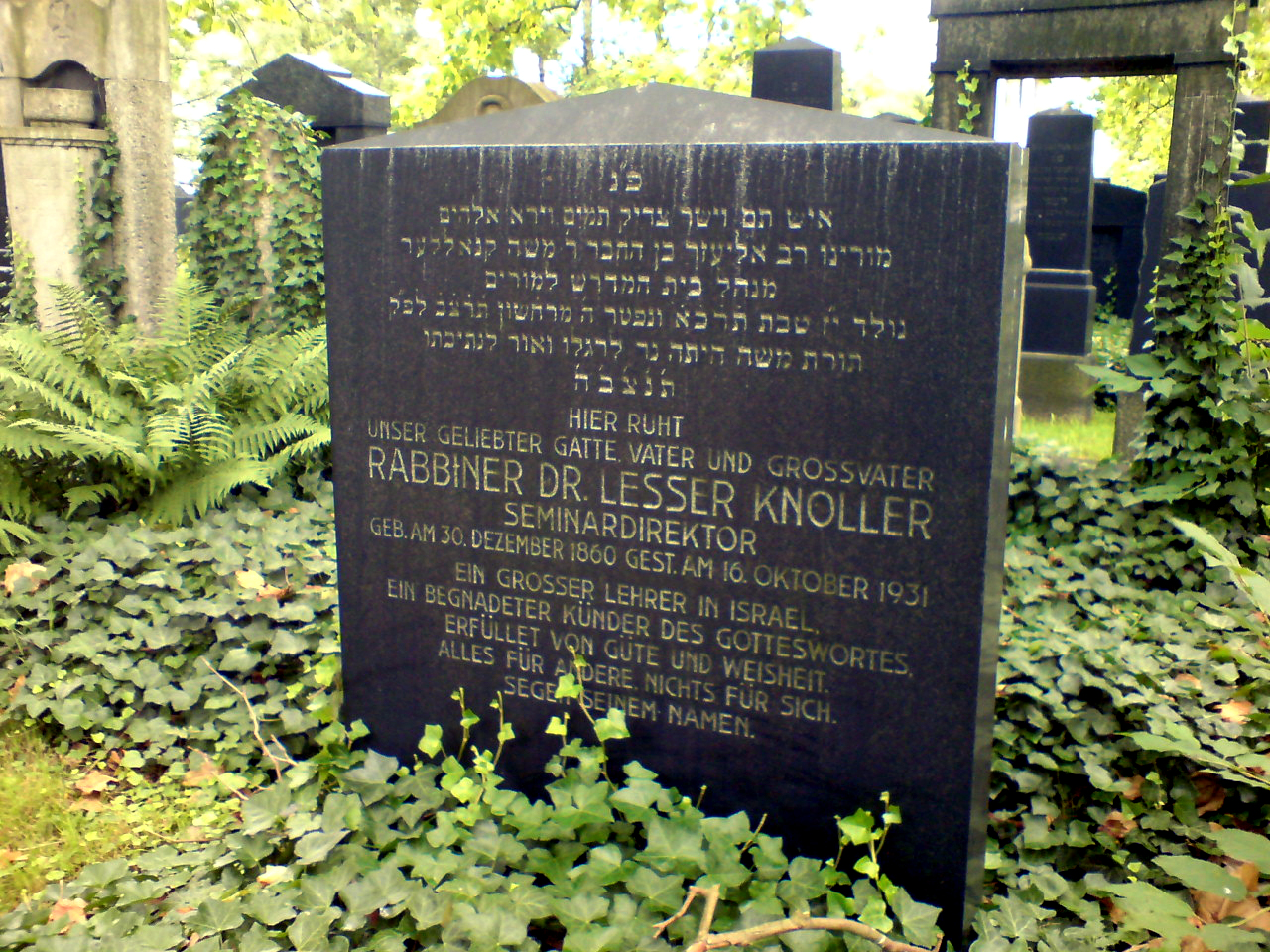
Grabmal auf dem Jüdischen Friedhof An der Strangriede in der Nordstadt von Hannover

Lesser Knoller studierte am Jüdisch-Theologischen Seminar in Breslau, bevor er in derselben Stadt 1884 zunächst die Stelle eines Hilfslehrers sowie eines Religionslehrers annahm. Rund ein Jahrzehnt später übernahm er 1894 die Leitung des Jüdischen Lehrerseminars in Hannover bis 1914, dem Jahr des Beginns des Ersten Weltkrieges.
Unterdessen hatte er in der Druckerei Wilh. Riemschneider etwa den Jahresbericht über die Religions-Schulen I und II der Synagogen-Gemeinde und über den jüdischen Religions-Unterricht an den königlichen und städtischen höheren Knabenschulen zu Hannover vervielfältigen lassen (siehe unter dem Abschnitt Schriften (Auswahl)).
Später arbeitete Lesser Knoller als Religionslehrer an verschiedenen höheren Schulen. Darüber hinaus brachte er sich aktiv ins jüdische Gemeindeleben ein und engagierte sich insbesondere im Erziehungswesen.
Das Ehepaar Knoller war mit der Familie der späteren Holocaust-Überlebenden Ruth Gutmann beziehungsweise Ruth Herskovits-Gutmann befreundet, deren Vater Samuel Herskovits (geboren 3. März 1881 in Felsoszük) nach seiner Ausbildung zum Rabbiner ab 1909 anfänglich als Hilfsschreiber in der jüdischen Gemeinde Hannover gearbeitet hatte.
Lesser Knoller starb am 16. Oktober 1931 durch einen tödlichen Unfall mit einer hannoverschen Straßenbahn auf einer vielbefahrenen Straße. Er wurde auf dem Jüdischen Friedhof An der Strangriede bestattet.

## Schriften (Auswahl)
- Optional auch als PDF-Dokument von den Seiten der Universitätsbibliothek Johann Christian Senckenberg der Johann Wolfgang Goethe-Universität Frankfurt am Main herunterladbar:
  - Das Problem der Willensfreiheit in der älteren jüdischen Religionsphilosophie, Breslau: Koebner, 1884
  - Kurzgefaßter Leitfaden für den grammatischen Unterricht in der hebräischen Sprache (teilweise in hebräischer Schrift), Breslau: Verlag von Wilhem Jacobsohn & Co., 1890
- 9. durchgesehene Auflage, Frankfurt am Main: F. Kaufmann, 1925
  - Jahresbericht über die Religions-Schulen I und II der Synagogen-Gemeinde und über den jüdischen Religions-Unterricht an den königlichen und städtischen höheren Knabenschulen zu Hannover, darin: Mendel Zuckermann: Zur Verwaltungsgeschichte des Hannoverschen Landrabbinats, Hannover: Riemschneider, 1910
- Zum Andenken an unsere geliebte Mutter Frau Professor Rosalie Frensdorff geb. Berend, gestorben in Hannover am 9. Ijar 5660-6. Mai 1900. [Worte der Erinnerung], 1900
- mit Selig Gronemann: Bundeslade, Tisch und Leuchter. Predigt